# Yann Richard (géographe)
Pour les articles homonymes, voir Yann Richard (iranologue).
Yann Richard, né le 5 septembre 1969, est un géographe français.
Agrégé et docteur en géographie, Yann Richard est professeur des universités habilité à diriger des recherches à l’UFR de géographie de l’Université Paris 1 Panthéon-Sorbonne ainsi qu'au cycle pluridisciplinaire d'études supérieures (CPES) de Paris sciences et lettres (PSL). Ses recherches ont d'abord porté sur les dynamiques territoriales en Biélorussie puis sur divers pays situés dans la périphérie de la Russie (pays Baltes, Ukraine, Kazakhstan). Il a publié et participé à plusieurs ouvrages consacrés à l'Europe orientale prise entre élargissement de l’Union européenne et réformes post-socialistes. Ses travaux portent également sur les dynamiques de régionalisation et d'intégration régionale. Il travaille par ailleurs sur les représentations sociales dans une perspective de géographie politique et de géopolitique. 
Ancien directeur de l'UFR de Géographie de l'Université Paris 1 de 2012 à 2019, il est chercheur et membre de l'UMR PRODIG dont il a été le directeur adjoint de 2014 à 2018. Il est membre du comité de pilotage du programme de recherche interdisciplinaire Sorbonne War Studies (droit, géographie, histoire, science politique, sociologie) et membre du comité éditorial de L'Espace Politique. 